# ボイスワープ
ボイスワープは、NTT東日本・NTT西日本の固定電話・ひかり電話に対する転送電話サービスの商標（商標権は持株会社の日本電信電話。商標登録番号は第3038222号）である。1996年6月10日開始。

## 概要
このサービスは前述のボイスワープと、あらかじめ指定しておいた10個の電話番号に発信元が一致する場合に動作を変えることが可能なボイスワープセレクト（登録商標第4165982号ほか。1997年6月2日開始）の2種類があり、どちらも着信した通話を他の回線に転送する機能を持ち、着信時に規定回数の呼び出し音を鳴らす・鳴らさないを選択しての転送、一旦電話を受けてからの転送もできる。転送時に転送中とのメッセージを流すかどうかは自由に選択できるため、掛けた人が転送だとわからないままの場合もある。基本的に転送先などの各種設定はその契約電話回線から操作するが、暗証番号を設定すればそれ以外の回線からも操作可能である。
転送先はNTTの固定電話・他社の直収電話だけではなく、携帯電話・PHS・IP電話にすることも可能である。しかし、着信課金電話番号（フリーダイヤル）・ナビダイヤル・ダイヤルQ2・伝言ダイヤル・*,#ダイヤル・国際電話・3桁特番への転送はできない。なお、通話料金は発信者から転送元までは発信者、転送元から転送先まではボイスワープ契約の回線に課金される。
このサービスのメリットとしては、家や会社を留守にしているときでも、そこの電話回線に掛かってきた通話を別の回線に転送して会話することができることなどがあげられる。
以前は転送でんわ（1982年2月10日開始）という名称で同様なサービスが提供されていたが、現在は各種機能が追加されてボイスワープにバージョンアップしており、転送でんわは新規契約はできない。
転送電話機能のある他のサービスとして、話中時転送・キャッチホンII・留守番電話機能を追加したマジックボックス（1999年7月12日開始）、ISDNにはキャッチホン・三者通話を組み合わせたフレックスホンがある。
| 電話回線     | 商標                    | 転送機能 | 転送機能 | 転送機能 | 転送機能     | キャッチホン | 留守番電話 | 三者通話 | トーキー | トーキー | 転送元電話番号通知 | 転送先リスト登録可能数 | 無条件転送解除忘れ防止音 | 無応答転送転送タイミング設定 | 転送開始ごとの転送条件設定 | 別の電話回線からの設定                                       | インターネットからの設定 | 備考                                                                                   |
| 電話回線     | 商標                    | 応答後   | 無応答   | 話中     | 発信番号選択 | キャッチホン | 留守番電話 | 三者通話 | 転送     | 転送案内 | 転送元電話番号通知 | 転送先リスト登録可能数 | 無条件転送解除忘れ防止音 | 無応答転送転送タイミング設定 | 転送開始ごとの転送条件設定 | 別の電話回線からの設定                                       | インターネットからの設定 | 備考                                                                                   |
| ------------ | ----------------------- | -------- | -------- | -------- | ------------ | ------------ | ---------- | -------- | -------- | -------- | ------------------ | ---------------------- | ------------------------ | ---------------------------- | -------------------------- | ------------------------------------------------------------ | ------------------------ | -------------------------------------------------------------------------------------- |
| アナログ固定 | ボイスワープ            | ○        | ○        | ×        | ×            | ×            | ×          | ×        | ○        | ○        | ○                  | 5                      | ○                        | 呼び出し回数 1-9回           | 不要                       | 加入電話・INS回線から 142-7 リモートコントロールアクセス番号 | 不可                     |                                                                                        |
| アナログ固定 | ボイスワープII          | ○        | ○        | ○        | ×            | ○            | ×          | ×        | ○        | ○        | ○                  | 5                      | ○                        | 呼び出し回数 1-9回           | 不要                       | 加入電話・INS回線から 142-7 リモートコントロールアクセス番号 | 不可                     |                                                                                        |
| アナログ固定 | 話中時転送              | ×        | ×        | ○        | ×            | ○            | ×          | ×        | ○        | ○        | ○                  | 5                      | ○                        | 呼び出し回数 1-9回           | 不要                       | 加入電話・INS回線から 142-7 リモートコントロールアクセス番号 | 不可                     |                                                                                        |
| アナログ固定 | ボイスワープセレクト    | ○        | ○        | ×        | ○            | ×            | ×          | ×        | ○        | ○        | ○                  | 5                      | ○                        | 呼び出し回数 1-9回           | 不要                       | 加入電話・INS回線から 142-7 リモートコントロールアクセス番号 | 不可                     |                                                                                        |
| アナログ固定 | マジックボックス        | ×        | ○        | ○        | ×            | ○            | ○          | ×        | ○        | ○        | ○                  | 5                      | ○                        | 呼び出し回数 1-9回           | 不要                       | 加入電話・INS回線から 142-7 リモートコントロールアクセス番号 | 不可                     |                                                                                        |
| ISDN         | フレックスホン          | △        | △        | △        | ×            | △            | ×          | △        | ○        | ○        | ○                  | 5                      | ×                        | 5秒単位 5-60秒               | 要                         | 加入電話・INS回線から 142-7 リモートコントロールアクセス番号 | 不可                     | 端末起動型：端末故障時は動作しないが端末ごとに動作の変更が可能 △の機能ごとの契約が可能 |
| ISDN         | INSボイスワープ         | ×        | ○        | ○        | ×            | ×            | ×          | ×        | ○        | ○        | ○                  | 5                      | ×                        | 5秒単位 5-60秒               | 要                         | 加入電話・INS回線から 142-7 リモートコントロールアクセス番号 | 不可                     | 網起動型：端末故障時にも動作するが電話番号ごとの動作設定となる                         |
| ISDN         | INSボイスワープII       | ×        | ○        | ○        | ×            | ○            | ×          | ×        | ○        | ○        | ○                  | 5                      | ×                        | 5秒単位 5-60秒               | 要                         | 加入電話・INS回線から 142-7 リモートコントロールアクセス番号 | 不可                     | 網起動型：端末故障時にも動作するが電話番号ごとの動作設定となる                         |
| ISDN         | INSボイスワープセレクト | ×        | ○        | ○        | ○            | ×            | ×          | ×        | ○        | ○        | ○                  | 5                      | ×                        | 5秒単位 5-60秒               | 要                         | 加入電話・INS回線から 142-7 リモートコントロールアクセス番号 | 不可                     | 網起動型：端末故障時にも動作するが電話番号ごとの動作設定となる                         |
| ISDN         | INSマジックボックス     | ×        | ○        | ○        | ×            | ○            | ○          | ×        | ○        | ○        | ○                  | 5                      | ×                        | 5秒単位 5-60秒               | 要                         | 加入電話・INS回線から 142-7 リモートコントロールアクセス番号 | 不可                     | 網起動型：端末故障時にも動作するが電話番号ごとの動作設定となる                         |
| ひかり電話   | ボイスワープ            | ×        | ○        | ○        | ○            | ×            | ×          | ×        | ×        | ×        | ×                  | 4                      | ×                        | 1秒単位 5-60秒               | 要                         | リモートコントロールアクセス番号                             | 一部可                   |                                                                                        |

マジックボックス・INSマジックボックス・キャッチホンII・ボイスワープII・INSボイスワープIIは、2014年2月28日をもって新規申し込みの受付を終了、2016年1月4日〜2月29日の間に順次サービス廃止工事を実施、2016年2月29日をもって完全にサービスを終了する予定である。

## サービスの組み合わせ
- キャッチホン機能のあるサービスは、一つの契約回線につき一つしか契約できない。キャッチホン・キャッチホンII・話中時転送・ボイスワープII・マジックボックス・フレックスホンのキャッチホン機能のうち一つのみとなる。
- 転送電話機能のあるものは、話中時転送とボイスワープとの組み合わせのみ可能である。その他は、転送電話・ボイスワープ・ボイスワープII・ボイスワープセレクト・マジックボックス・フレックスホンの転送機能のうち一つのみとなる。
- 次のようなサービスと併用できない。
  - 発着信専用電話・ダイヤルQ2の情報提供回線・ノーリンギング（センタ）
- 次のようなサービスの動作と干渉する。
  - 二重番号・迷惑電話おことわり・代表番号・通話料金通知

## 第三者によるボイスワープの虚偽申込み
第三者によるボイスワープの虚偽申込みが発生しており、NTTが注意を呼びかけている。
故障修理の名目でNTT関係者を装い、転送先に第三者の電話番号を登録させる事例も発生しているので、要注意である。